# گدایلو
گدایلو، روستایی در دهستان اصلاندوز غربی بخش مرکزی شهرستان اصلاندوز در استان اردبیل ایران است. این روستا، مرکز دهستان اصلاندوز غربی است.

## جمعیت
بر پایه سرشماری عمومی نفوس و مسکن در سال ۱۳۹۵، جمعیت این روستا برابر با ۶۶۱ نفر (۱۷۲ خانوار) بوده‌است.